# Републикански път III-8604
Републикански път IIІ-8604 е третокласен път, част от Републиканската пътна мрежа на България, преминаващ изцяло по територията на Пловдивска област. Дължината му е 46,1 km.
Пътят се отклонява надясно при 11,8 km на Републикански път II-86 южно от град Пловдив и се насочва на юг-югозапад през Горнотракийската низина. Минава през селата Браниполе и Белащица, напуска низината и започва изкачване по северния склон на Белочерковския рид (североизточно разклонение на западнородопския рид Чернатица). Преминава през село Гълъбово, при хижа „Здравец“ се изкачва на билото на рида и продължава на юг. Минава през летовище „Студенец“ и достига до летовище „Бяла черква“, където асфалтовата настилка свършва. Оттук нататък до село Косово, на протежение от 12 km пътят не е изграден и представлява горски път. В този си участък преодолява най-високата част на Белочерковския рид (на около 1600 m) и след множество серпентини слиза в село Косово. След селото, вече с асфалтово покритие продължава спускането си по южния склон на рида и слиза в долината на Чепеларска река, западно от село Нареченски бани, където отново се свързва с Републикански път II-86 при неговия 54,2 km.

Път ІІІ-8604: Движението по път III-8604 Пловдив – Студенец – Косово в участъка от Бяла Черква до Косово от км 30+889 до км 41+499 е ограничено. Срок – целогодишно.;
| Пътища, отклоняващи се надясно (населено място, № на пътя, посока на пътя) | km   | Пътища, отклоняващи се наляво (посока на пътя, № на пътя, населено място) |
| -------------------------------------------------------------------------- | ---- | ------------------------------------------------------------------------- |
| Община Родопи, II-86, 11,8 km → .                                          | 0,0  | → 11,8 km, II-86, Община Родопи → 0 km, III-8606 (до гр. Куклен)          |
| с. Браниполе                                                               | 1,9  | с. Браниполе                                                              |
| с. Белащица                                                                | 3,4  | с. Белащица                                                               |
| Община Куклен                                                              | 7    | Община Куклен                                                             |
| (за с. Марково) общински път, с. Гълъбово ←                                | 9,5  | с. Гълъбово                                                               |
| (за с. Цар Калоян) общински път ←                                          | 9,7  |                                                                           |
| х. „Здравец“                                                               | 17,9 | х. „Здравец“                                                              |
|                                                                            | 26,7 | → общински път (за с. Добралък)                                           |
| лет. „Бяла черква“                                                         | 30,6 | лет. „Бяла черква“                                                        |
| Община Асеновград                                                          | 32,2 | Община Асеновград                                                         |
| с. Косово                                                                  | 42,6 | с. Косово                                                                 |
| (до ГКПП Елидже) II-86, 54,2 km ←                                          | 46,1 | ← 54,2 km, II-86 (от 220,8 km на I-8)                                     |